# Maxi Oyedele
Maximillian "Maxi" Oyedele (Salford, Inglaterra, 7 de noviembre de 2004) es un futbolista polaco que juega de centrocampista en el R. C. Estrasburgo de la Ligue 1.

## Trayectoria
Oyedele nació en la ciudad inglesa de Salford, en el condado de Gran Mánchester. Su madre es polaca y su padre de origen nigeriano. A temprana edad se interesó en el fútbol, jugando en las categorías inferiores del Burnley FC antes de incorporarse a la academia del Manchester United FC a la edad de ocho años. Progresó en las reservas de los Red Devils, siendo uno de los integrantes del equipo campeón de la FA Cup Juvenil de 2021-22, aunque sin llegar a disputar la final.
En febrero de 2023, Oyedele, junto a sus compañeros Joe Hugill y Sonny Aljofree, fue cedido al Altrincham FC, de la National League, como parte de un nuevo programa que le permitiría seguir formándose con el filial del Manchester United al mismo tiempo que puede adquirir experiencia en un equipo semiprofesional. El fichaje resultó un éxito, ya que Oyedele fue nominado al Gol de la Temporada del Altrincham por su gol contra el Oldham Athletic. A su regreso de la cesión al Manchester United, se le impidió competir en el Campeonato Europeo de la UEFA Sub-19 2023, aunque fue incluido en la convocatoria del primer equipo para la pretemporada en Noruega.
En enero de 2024, Oyedele se unió al Forest Green Rovers, colista de la League Two, en calidad de préstamo hasta final de temporada. El 22 de agosto de 2024, Oyedele fue traspasado definitivamente al Legia de Varsovia de la Ekstraklasa de Polonia. Con el Legia se proclamó campeón de la Copa de Polonia al concluir la temporada 2024-25, jugando la final frente al Pogoń Szczecin, donde el conjunto varsoviano se impuso por 4-3.
El 16 de julio de 2025, el Racing Club de Estrasburgo de la Ligue 1 francesa anunció su fichaje tras pagar la cláusula de rescisión de 6 millones de euros, de los que el Manchester United recibiría el 40%. Firmó con el club alsaciano hasta 2030.

## Selección nacional
Oyedele ha sido internacional con la selección sub-18, sub-19 y sub-21 de Polonia. El 30 de septiembre de 2024, tras haber jugado 100 minutos en dos partidos con el Legia, Oyedele fue convocado por sorpresa por la selección absoluta de la mano del seleccionador Michał Probierz para los partidos de la Liga de Naciones de la UEFA contra Portugal y Croacia. Hizo su primera aparición y fue titular en el partido contra Portugal el 12 de octubre, antes de ser sustituido por Jakub Moder a los 66 minutos, encuentro que finalizó en derrota por 3-1.

## Palmarés

### Títulos nacionales
| Título          | Club              | País    | Año  |
| --------------- | ----------------- | ------- | ---- |
| Copa de Polonia | Legia de Varsovia | Polonia | 2025 |